# Leonid Pljuschtsch

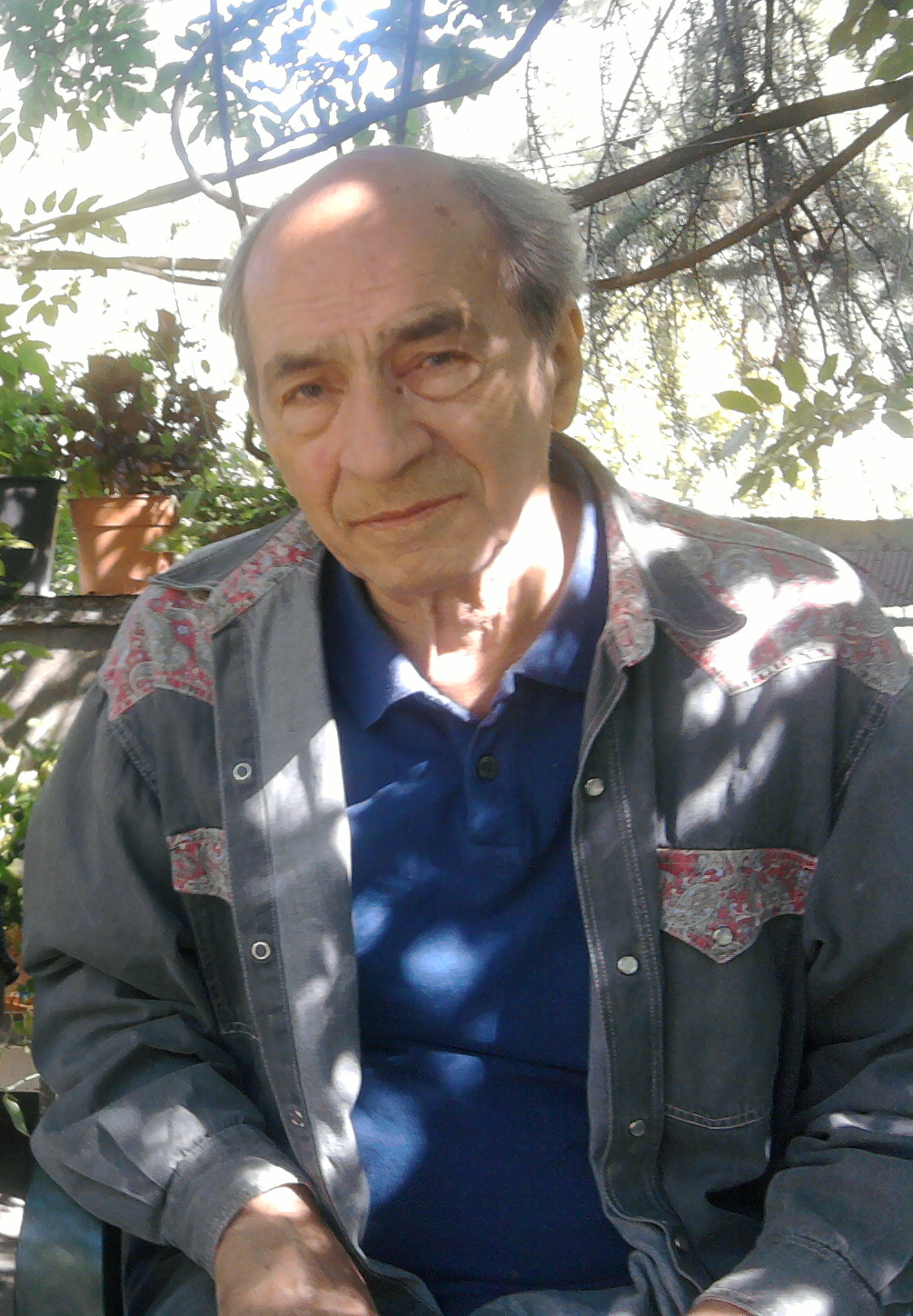
Leonid Pljuschtsch, 2013

Leonid Iwanowitsch Pljuschtsch (ukrainisch Леонід Іванович Плющ, russisch Леонид Иванович Плющ, englische Transkription Plyushch, französische Transkription Pliouchtch; * 26. April 1938 in Naryn, Kirgisische SSR; † 4. Juni 2015 in Bessèges, Frankreich) war ein sowjetisch-ukrainischer Dissident und Mathematiker, ein Vertreter der Sechziger.

## Leben
Pljuschtsch war der Sohn eines Eisenbahnarbeiters, der 1941 an der Front im Zweiten Weltkrieg starb. Als Kind hatte er Knochentuberkulose. Er studierte an der Universität Kiew Mathematik mit dem Abschluss 1962. Er befasste sich mit mathematischer Modellierung von biologischen Systemen und deren Regelmechanismen (Kybernetik) und war am Institut für Kybernetik der Russischen Akademie der Wissenschaften. Er befasste sich auch mit Spieltheorie.
Ende der 1960er Jahre wurde er politisch als Dissident aktiv. Er protestierte gegen den Prozess gegen Alexander Ginsburg und Juri Galanskow und gegen die Niederschlagung des Prager Frühlings in der  Tschechoslowakei durch Truppen des Warschauer Pakts 1968 – mit sechzehn anderen sowjetischen Dissidenten unterschrieb er ein Solidaritätsschreiben mit der tschechoslowakischen Demokratiebewegung. Er schloss sich einem Menschenrechtskomitee in der Sowjetunion an, das einen Brief an die UN Menschenrechts-Kommission schrieb zur Untersuchung von Menschenrechtsverletzungen in der Sowjetunion.
Er wurde 1968 aus seiner Arbeitsstelle am Institut für Kybernetik entlassen, vom KGB verhört und 1972 verhaftet. Im anschließenden Prozess wurde er ohne Anhörung von psychiatrischen Gutachtern für geisteskrank erklärt und in eine psychiatrische Anstalt eingewiesen. Dort erhielt er hohe Dosen an Psychopharmaka (wie Haloperidol) und Insulin-Injektionen, so dass er zeitweise weder lesen noch schreiben konnte. Die von ihm an Tatjana Sergejewna Chodorowitsch geschriebenen Briefe bildeten die Basis eines Buches, das 1974 in Russisch in Amsterdam erschien und auch ins Englische übersetzt wurde. Der Missbrauch der Psychiatrie für politische Zwecke, der in seinem Fall offenbar wurde, erregte internationale Proteste. 650 US-amerikanische Mathematiker unterschrieben ein Protestschreiben und in Frankreich setzte sich unter anderem Henri Cartan für ihn ein, der den Fall vor den Internationalen Mathematikerkongress in Vancouver 1974 brachte. 1976 konnte er mit seiner Familie ausreisen. Sein Fall führte zu einer Verurteilung sowjetischer Praktiken auf dem 6. Internationalen Weltkongress für Psychiatrie.
Pljuschtsch ließ sich in Frankreich nieder und veröffentlichte 1979 seine Autobiographie.
Im Jahr 1998 wurde Pljuschtsch mit dem Antonowytsch-Preis ausgezeichnet.
2006 richtete er einen öffentlichen Appell an Julija Tymoschenko, die Ideale der „Orangen Revolution“ nicht preiszugeben.
Er übersetzte 2006 das Buch Die Antwort der Engel gemeinsam mit seiner Frau Tatjana ins Russische und Ukrainische.